# قزمة الفرس الأعظم غير المنتظمة
قزمة الفرس الأعظم الغير منتظمة-(قزمة بيغاسوس ) (بالإنجليزية: Pegasus Dwarf Irregular Galaxy)‏ (وتعرف أيضا بأسم Peg DIG أو Pegasus Dwarf) هي مجرة قزمة غير منتظمة خافتة من القدر 13.2 تقع في إتجاه كوكبة الفرس الأعظم على بعد يقدر بحوالي (3.0 ± 0.1) مليون سنة ضوئية (920 ± 30 الف فرسخ فلكي)..وعرضها 2000 سنة ضوئية . قزمة الفرس الأعظم الغير منتظمة مجرة مرافقة لمجرة المرأة المسلسلة في المجموعة المحلية وقد تكون مجرة تابعة لدرب التبانة بعيدة جدا. أكتشفت المجرة في الستينيات بواسطة الفلكي الأمريكي ألبرت جورج ويلسون.

## وصلة خارجية
- قزمة الفرس الأعظم غير المنتظمة على موقع ويكي سكاي: DSS2, SDSS, GALEX, IRAS, Hydrogen α, X-Ray, Astrophoto, Sky Map, Articles and images